# الجامعة الأورومتوسطية لفاس
الجامعة الأورومتوسطية في فاس UEMF هي جامعة تقع في فاس بالمغرب. تم إنشاء الجامعة في إطار مشروع الاتحاد من أجل المتوسط في عام 2012. افتتحت في عام 2014.
تمنح الجامعة شهادة معتمدة ومعترف بها في أنحاء المملكة المغربية، كما تمنح العديد من دوراتها شهادات مزدوجة معترف بها من أفضل الجامعات في المنطقة الأورومتوسطية. يشغل الملك محمد السادس منصب الرئيس الشرفي للجامعة الأورومتوسطية في فاس.

## التاريخ
تأسست الجامعة كجزء من المبادرة الملكية الرامية إلى تطوير وتعزيز التكامل الإقليمي في منطقة أوروبا والبحر الأبيض المتوسط وأفريقيا من خلال المنظور الأكاديمي والعلمي والثقافي وتنقل وتبادل الطلاب والمدرسين والباحثين. كان الهدف من إنشاء الجامعة هو خلق إطار للتعليم العالي والبحث العلمي في مدينة فاس يقوم على أساس الحوار بين الثقافات والتبادل والتعاون بين ضفتي البحر الأبيض المتوسط، والامتداد الطبيعي نحو إفريقيا جنوب الصحراء، مع تقديم تدريب ممتاز وإجراء بحث علمي رفيع المستوى للغاية في اتصال وثيق مع العالم الاجتماعي والاقتصادي.

## حرم الجامعة
تتمتع الجامعة بحرم جامعي يطبق معايير بيئية صارمة ويلتزم بسياسات التنمية المستدامة الاستباقية، ويعطي أهمية كبيرة للرفاهية والراحة الداخلية، كما تتوفر داخله المساحات الخضراء، والأعمال الفنية، ومرافق المياه والطاقة، إلى جانب آليات متطورة لاستغلال مياه الأمطار والطاقة المتجددة، واستخدام المواد الأقل استهلاكا للطاقة، وإدارة النفايات والطرق ومواقف السيارات وكذلك الصيانة. يعتبر حرم الجامعة رائدًا من نوعه على المستوى المنطقة الأورومتوسطية وهو معتمد من مؤتمر الأطراف. يغطي الحرم الجامعي مساحة 40 هكتارًا ويجري العمل على توسعته بحيث يمتد على مساحة 100 هكتار تقريبًا ليشمل منطقة مخصصة لنقل التقنيات وحاضنة للشركات الناشئة والفرعية ومصنع مع مجموعة من هياكل الابتكار.

## أقطاب التدريب
توفر الجامعة لطلابها مناهجا تعليمية ودراسة أكاديمية عالية الجودة في عدة أقطاب:
- قطب الهندسة والعمارة: ويتضمن ثلاث كليات هندسية رئيسية إلى جانب مدرسة عليا للهندسة المعمارية وكلية للهندسة. تتولى كليات الهندسة الثلاث إعداد طلاب الهندسة للعمل في مجالات هندسية متنوعة في تخصصات هندسة الكهرباء والهندسة الميكانيكية وهندسة الطاقة والهندسة المدنية وتقنيات المعلومات والذكاء الاصطناعي والروبوتات والاتصالات وما إلى ذلك. يقيم هذا القطب شراكة مع العديد من المؤسسات الصناعية لتنفيذ المشروعات البحثية في المجالات الهندسية.[13][14]
- قطب العلوم الإنسانية والاجتماعية: يهتم هذا القطب بتدريس العلوم الإنسانية والاجتماعية، ويعد طلابه لكي يتميزوا بمنهج عقلاني وتفكير نقدي وقدرة على التحليل متعدد الأبعاد الذي تغذيه وتصوغه بشكل خاص الفلسفة والعلوم الإنسانية والاجتماعية.[15]
- قطب الصحة: ويضم أربعة كليات أنشئت آخرها في عام 2023.
- قطب الطب الحيوي والتقانة الحيوية: يقوم بإعداد الطلاب للحصول على درجات الإجازة والماجستير والدكتوراه في مجالات الطب الحيوي والتقانة الحيوية، وتشمل مجالات عمل هؤلاء المتخصصين الأغذية الزراعية، وإنتاج الأدوية، وهندسة البروتين، وعلم الأحياء الخلوية والجزيئية والهندسة الوراثية والمناعة والفسيولوجيا والعلوم الدوائية.[16]

## الكليات والمعاهد
تضم الجامعة في الوقت الحالي الكليات والمعاهد التالية:
- كلية الطب
- كلية طب الأسنان
- كلية الصيدلة
- كلية علوم التمريض وتقنيات الصحة

## مراكز الأبحاث
تمتلك الجامعة بنية تحتية بحثية عالية المستوى تضم بعض المرافق الفريدة من نوعها في المغرب مثل منصة التصنيع المضافة، والتي تتولى الطباعة ثلاثية الأبعاد، والمنصة الرقمية، وما إلى ذلك. ولدى الجامعة اتفاقيات شراكة في مجال الأبحاث مع عدد من المؤسسات العاملة في قطاعات الطيران والسيارات والطاقات المتجددة والصناعة الزراعية والتقنيات الرقمية والهندسة الطبية الحيوية والتخطيط الإقليمي والتراث الثقافي في المنطقة الأورومتوسطية وإفريقيا. تجرى هذه الأبحاث داخل الجامعة على أيدي الأساتذة والباحثين وطلاب الدكتوراه وطلاب ما بعد الدكتوراه من جنسيات مختلفة. وتعتبر هياكل الابتكار هي نقطة التلاقي والتعاون بين الباحثين والشركات في الجامعة، إذ يتمثل دورها في تحفيز أعمال: التدريب والبحث والتطوير ونقل وإنشاء الشركات الناشئة والشركات المبتكرة في خدمة التنمية الاقتصادية والتكامل وخلق الثروة.

### المنصات
تمتلك الجامعة عددا من المنصات التقنية عالية المستوى في مجالات مختلفة مثل التصنيع الإضافي والطباعة ثلاثية الأبعاد والنمذجة الأولية، وهندسة العمليات والهندسة المدنية، وتركيب المواد وتوصيفها، والتقانة الحيوية والهندسة الطبية الحيوية، وتخزين الطاقة المتجددة وكفاءة الطاقة، والهندسة الرقمية والذكاء الاصطناعي. تستخدم هذه المنصات لتنفيذ المشروعات البحثية بالشراكة مع المؤسسات الأخرى، كما تسمح للمعلمين والباحثين والطلاب بتخيل وتصميم وتطوير أجهزة وعمليات ومنتجات جديدة بهدف نقل التقنيات إلى القطاع الخاص الوطني أو إنشاء شركات ناشئة جديدة، كما أنها متاحة أيضًا للجامعات الشريكة، لا سيما تلك الموجودة في جهة فاس مكناس والمناطق الوطنية، وكذلك للشركات لدعمها في استراتيجياتها الابتكارية وتعزيز قدرتها التنافسية في مواجهة بيئة دولية تنافسية للغاية، وتضم هذه المنصات ما يلي:
- منصة التصنيع الإضافي (الطباعة ثلاثية الأبعاد) والنمذجة الأولية
- منصة هندسة العمليات والهندسة المدنية
- منصة المواد والتوليف والتوصيف
- منصة التقنيات الحيوية والهندسة الطبية الحيوية
- منصة الطاقة المتجددة والتخزين وكفاءة الطاقة
- منصة الهندسة الرقمية والذكاء الاصطناعي